# Oro, Incenso e Birra Tour
Oro, Incenso e Birra Tour è la quarta tournée di Zucchero Fornaciari, collegata all'album Oro, incenso e birra del 1989.

## Il tour
La tournée si è articolata in tre parti: nell'estate del 1989 il cantante ha portato la tournée in Italia, agli inizi del 1990 è stato il supporto di apertura al tour del futuro amico e collega Eric Clapton in Europa (Zucchero ricorda spesso le 12 serate consecutive alla Royal Albert Hall di Londra), nell'autunno del 1990 il tour si è concluso in Europa, culminando con la doppia serata dell'8/9 dicembre al Cremlino a Mosca. Con questi due live Zucchero è entrato nella storia della musica per essere stato il primo artista occidentale a esibirsi al Cremlino dopo la caduta del muro di Berlino. Dalla seconda delle due serate sono stati poi tratti la videocassetta e l'album live Live at the Kremlin.
Della prima parte della tournée, invece, sono state di grande rilevanza le date di Rimini e Viareggio del 28 e 29 giugno, durante le quali hanno partecipato come ospiti Miles Davis e Joe Cocker, quella del 5 settembre all'Arena di Verona, durante la quale hanno cantato Ray Charles e Dee Dee Bridgewater e quella all'Ex mattatoio di Roma del 28 settembre. Quest'ultima tappa fu registrata e trasmessa in televisione il 4 ottobre 1989, in uno speciale presentato da Red Ronnie. Alla serata, in parte funestata da problemi atmosferici e organizzativi, presero parte importanti artisti internazionali, come Eric Clapton, Paul Young e Clarence Clemons.
Grazie alla prima parte del tour, Fornaciari risulterà tra i tre artisti italiani di maggiore successo dell'anno, con Vasco Rossi ed Edoardo Bennato.
Escludendo la parte centrale del tour, le serate saranno in tutto 60: 37 nel 1989, 23 l'anno successivo.
Il tour presenta moltissime innovazioni tecnologiche all'avanguardia per l'epoca. La regia audio, curata dall'ingegnere del suono Maurizio Maggi, è collocata all'interno di un mezzo mobile Mobil One, ed i mixaggi live vengono effettuati con registrazione multitraccia audio di ogni concerto. La diffusione all'interno degli stadi è in quadrifonia. Per lo spettacolo visivo si utilizzano dei proiettori per la prima volta in italia.

## Le tappe
1989
- 21 giugno:  Italia, Padova
- 23 giugno:  Italia, Modena
- 25 giugno:  Italia, San Benedetto del Tronto
- 28 giugno:  Italia, Rimini, (ospiti: Miles Davis e Joe Cocker)
- 29 giugno:  Italia, Viareggio (ospiti: Miles Davis e Joe Cocker)
- 30 giugno:  Italia, L'Aquila
- 1º agosto:  Italia, Pineto
- 4 agosto:  Italia, Monopoli
- 5 agosto:  Italia, Lecce
- 7 agosto:  Italia, Lamezia Terme
- 9 agosto:  Italia, Catanzaro
- 10 agosto:  Italia, Palermo
- 12 agosto:  Italia, Reggio Calabria
- 14 agosto:  Italia, Sorrento
- 16 agosto:  Italia, Nettuno
- 18 agosto:  Italia, Civitavecchia
- 19 agosto:  Italia, Grosseto
- 20 agosto:  Italia, Perugia
- 22 agosto:  Italia, Porto Recanati
- 25 agosto:  Italia, Lignano Sabbiadoro
- 26 agosto:  Italia, Rovigo
- 28 agosto:  Italia, Treviso
- 29 agosto:  Italia, Merano
- 31 agosto:  Italia, Bergamo
- 1º settembre:  Italia, Cassano Magnago
- 2 settembre:  Italia, Reggio Emilia
- 5 settembre:  Italia, Verona, (ospiti: Ray Charles e Dee Dee Bridgewater)
- 7 settembre:  Italia, Bologna
- 8 settembre:  Italia, Firenze
- 11 settembre:  Italia, Genova
- 12 settembre:  Italia, Alessandria[3]
- 14 settembre:  Italia, Torino
- 16 settembre:  Italia, Milano
- 17 settembre:  Italia, Milano
- 26 settembre:  Italia, Napoli
- 28 settembre:  Italia, Roma - Ex mattatoio (ospiti: Eric Clapton, Dee Dee Bridgewater, Paul Young e Clarence Clemons) (concerto trasmesso in televisione il 4 ottobre 1989)
- 29 settembre:  Italia, Cava de' Tirreni

1990
- 14 gennaio: Nec, Birmingham (supporto ad Eric Clapton Tour)
- 15 gennaio: Nec, Birmingham (supporto ad Eric Clapton Tour)
- 16 gennaio: Nec, Birmingham (supporto ad Eric Clapton Tour)
- 18 gennaio: Royal Albert Hall, Londra (supporto ad Eric Clapton Tour)
- 19 gennaio: Royal Albert Hall, Londra (supporto ad Eric Clapton Tour)
- 20 gennaio: Royal Albert Hall, Londra (supporto ad Eric Clapton Tour)
- 22 gennaio: Royal Albert Hall, Londra (supporto ad Eric Clapton Tour)
- 23 gennaio: Royal Albert Hall, Londra (supporto ad Eric Clapton Tour)
- 24 gennaio: Royal Albert Hall, Londra (supporto ad Eric Clapton Tour)
- 26 gennaio: Royal Albert Hall, Londra (supporto ad Eric Clapton Tour)
- 27 gennaio: Royal Albert Hall, Londra (supporto ad Eric Clapton Tour)
- 28 gennaio: Royal Albert Hall, Londra (supporto ad Eric Clapton Tour)
- 30 gennaio: Royal Albert Hall, Londra (supporto ad Eric Clapton Tour)
- 31 gennaio: Royal Albert Hall, Londra (supporto ad Eric Clapton Tour)
- 1º febbraio: Royal Albert Hall, Londra (supporto ad Eric Clapton Tour)
- 14 febbraio: Helsinki (supporto ad Eric Clapton Tour)
- 16 febbraio: Stoccolma (supporto ad Eric Clapton Tour)
- 17 febbraio: Oslo (supporto ad Eric Clapton Tour)
- 19 febbraio: Copenaghen (supporto ad Eric Clapton Tour)
- 20 febbraio: Amburgo (supporto ad Eric Clapton Tour)
- 22 febbraio: Bruxelles (supporto ad Eric Clapton Tour)
- 23 febbraio: Essen (supporto ad Eric Clapton Tour)
- 24 febbraio: L'Aia (supporto ad Eric Clapton Tour)
- 26 febbraio: Zurigo (supporto ad Eric Clapton Tour)
- 1º marzo: Monaco di Baviera (supporto ad Eric Clapton Tour)
- 3 marzo: Parigi (supporto ad Eric Clapton Tour)
- 4 marzo: Parigi (supporto ad Eric Clapton Tour)
- 5 marzo: Francoforte sul Meno (supporto ad Eric Clapton Tour)
- 26 ottobre:  Regno Unito, Londra - Town and Country
- 30 ottobre:  Germania, Amburgo - Docks
- 31 ottobre:  Germania, Berlino - Metropol
- 1º novembre:  Germania, Colonia - Live Music Hall
- 2 novembre:  Francia, Parigi - La cigalle
- 4 novembre:  Paesi Bassi, Leeuwarden - Fryske Festival
- 5 novembre:  Belgio, Bruxelles - Cirque Royale
- 7 novembre:  Paesi Bassi, Utrecht - MCV
- 8 novembre:  Germania, Francoforte - Music Hall
- 9 novembre:  Svizzera, Losanna - Halle 18 at Beaulieu
- 10 novembre:  Svizzera, Losanna - Halle 18 at Beaulieu
- 12 novembre:  Germania, Norimberga - E Werk
- 13 novembre:  Germania, Monaco di Baviera - Nachtwerk
- 15 novembre:  Francia, Grenoble - Le Summin
- 16 novembre:  Francia, Nizza - Le Theatre De Verdure
- 18 novembre:  Spagna, Bilbao
- 19 novembre:  Spagna, Barcellona - Celeste
- 20 novembre:  Spagna, Madrid
- 22 novembre:  Francia, Parigi
- 24 novembre:  Austria, Vienna
- 26 novembre:  Regno Unito, Londra
- 8 dicembre:  Russia, Mosca - Cremlino
- 9 dicembre:  Russia, Mosca - Cremlino (ospiti: Randy Crawford, Toni Childs e Yurij Kasparian) (concerto registrato e inserito in Live at the Kremlin)

## La scaletta
La scaletta qui presentata è quella del concerto del 28 settembre 1989 all'Ex mattatoio di Roma.
- Overdose (d'amore)
- Nice (Nietzsche) che dice
- Il mare impetuoso al tramonto salì sulla luna e dietro una tendina di stelle...
- Iruben Me
- Wonderful World (con Eric Clapton)
- Diavolo in me
- Diamante
- Con le mani
- Pippo
- Dune mosse
- Senza una donna (con Paul Young)
- Solo una sana e consapevole libidine salva il giovane dallo stress e dall'Azione Cattolica

Encore
- Madre dolcissima
- Hai scelto me
- Come il sole all'improvviso

Encore 2
- Non ti sopporto più
- Hey Man (con Dee Dee Bridgewater)
- Rispetto

Encore 3:
- Donne

## La band
- Corrado Rustici (chitarra)
- Polo Jones (basso)
- David Sancious (piano)
- Luciano Luisi (tastiere)
- Giorgio Francisteri (batteria)
- Beppe Martini (chitarra)
- David Plews e James Thompson (fiati)
- Lisa Hunt (cori)
- Andrea Braido (chitarra nella seconda parte del 1990)